# Battesimo di Cristo (El Greco Prado)
Il Battesimo di Cristo è un dipinto del pittore cretese El Greco realizzato circa nel 1597-1600 e conservato nel Museo del Prado a Madrid in Spagna. Il dipinto, originalmente, fu composto per la pala d'altare del Collegio di Agustinas di Doña María de Aragón, a Madrid, poi divenne la sede del senato spagnolo.

## Descrizione e stile
La composizione è divisa in due piani. Uno inferiore, terreno, in cui Giovanni Battista sta battezzando Gesù Cristo e un altro superiore, celeste, in cui appare Dio Padre. Entrambi sono separati dalla figura dello Spirito Santo nella forma di una colomba.
Nella zona terrena si vedono degli angeli che tengono un mantello rosso sopra la figura di Cristo. San Giovanni Battista sta versando acqua con una conchiglia sulla testa di Gesù, mentre l'altra mano, El Greco, la adotta a una tipica postura: l'unione dell'anello e del cuore. Nella zona celeste ci sono altri piccoli angeli che ascendono in un movimento centrifugo; si contorcono in posizioni diverse con cui riescono a dare dinamismo alla composizione. 
El Greco, pittore manierista, conserva le influenze di Michelangelo sulla muscolatura dei corpi. Tuttavia questi adottano già la stilizzazione tipica dell'artista. 
Il centro del dipinto è dominato dal corpo monumentale di Cristo, rappresentato secondo le proporzioni tradizionali e lontano dalla stilizzazione delle figure che dominano nelle ultime opere di El Greco.